# Comuna Zamostea, Suceava
Zamostea este o comună în județul Suceava, Moldova, România, formată din satele Badragi, Ciomârtan, Cojocăreni, Corpaci, Lunca, Nicani, Răuțeni, Tăutești și Zamostea (reședința).
Până la reforma administrativă din 1950 a făcut parte din județul Dorohoi.

## Obiective turistice
- Biserica de lemn din Zamostea - lăcaș de cult datând din 1948; se află în cimitirul satului
- Rezervatia naturala Zamostea - Lunca

## Demografie
Componența etnică a comunei Zamostea
     Români (94,81%)
     Alte etnii (5,19%)
Componența confesională a comunei Zamostea
     Ortodocși (90,26%)
     Penticostali (3,57%)
     Alte religii (0,75%)
     Necunoscută (5,42%)
Conform recensământului efectuat în 2021, populația comunei Zamostea se ridică la 2.659 de locuitori, în scădere față de recensământul anterior din 2011, când fuseseră înregistrați 2.849 de locuitori. Majoritatea locuitorilor sunt români (94,81%). Din punct de vedere confesional, majoritatea locuitorilor sunt ortodocși (90,26%), cu o minoritate de penticostali (3,57%), iar pentru 5,42% nu se cunoaște apartenența confesională.

## Politică și administrație
Comuna Zamostea este administrată de un primar și un consiliu local compus din 11 consilieri. Primarul, Vasile Haliuc[*], de la Partidul Social Democrat, este în funcție din 2012. Începând cu alegerile locale din 2024, consiliul local are următoarea componență pe partide politice:
|  | Partid                    | Consilieri | Componența Consiliului | Componența Consiliului | Componența Consiliului | Componența Consiliului | Componența Consiliului | Componența Consiliului | Componența Consiliului |
|  | ------------------------- | ---------- | ---------------------- | ---------------------- | ---------------------- | ---------------------- | ---------------------- | ---------------------- | ---------------------- |
|  | Partidul Social Democrat  | 7          |                        |                        |                        |                        |                        |                        |                        |
|  | Partidul Național Liberal | 3          |                        |                        |                        |                        |                        |                        |                        |
|  | Alianța Dreapta Unită     | 1          |                        |                        |                        |                        |                        |                        |                        |